# Rœschwoog
Rœschwoog, deutsch Röschwoog, ist eine französische Gemeinde mit 2272 Einwohnern (Stand 1. Januar 2021) im Département Bas-Rhin in der Region Grand Est (bis 2015 Elsass). Sie gehört zum Arrondissement Haguenau-Wissembourg und zum Kanton Bischwiller.

## Geografie
Die Gemeinde Rœschwoog liegt in der Oberrheinebene, nahe der Mündung der Moder in den Rhein. Der Rhein, der die Grenze zu Deutschland bildet, ist vier Kilometer vom Ortskern Rœschwoogs entfernt. Die Städte Hagenau, Rastatt und Baden-Baden liegen in jeweils etwa 18 Kilometern Entfernung. Im Nordwesten des Gemeindegebietes verläuft ein Teilstück der Autoroute A 35 (Lauterbourg–Straßburg–Basel).
Nachbargemeinden von Rœschwoog sind
- Roppenheim im Nordosten,
- Fort-Louis im Osten und Süden, Rountzenheim-Auenheim mit Auenheim im Südwesten und Rountzenheim im Westen,
- Leutenheim im Nordwesten.

## Geschichte
In einer Urkunde von 735 wird „Rosusaco“ erwähnt, der französische Historiker Philippe-André Grandidier sieht hierin eine erstmalige Erwähnung von Röschwoog.
Röschwoog erhielt 1876 mit der Eröffnung der Bahnstrecke Wörth–Straßburg einen Eisenbahnanschluss. 1895 wurde ausgehend vom Bahnhof Röschwoog, der sich im Nordwesten der Ortschaft befindet, über die Strecke Hagenau–Röschwoog–Rastatt ein Anschluss an die Bahnstrecke Mannheim–Rastatt hergestellt.
Rœschwoog lag an der Maginot-Linie.
| 1910 | 1962 | 1968 | 1975 | 1982 | 1990 | 1999 | 2007 | 2017 |
| ---- | ---- | ---- | ---- | ---- | ---- | ---- | ---- | ---- |
| 1202 | 1247 | 1309 | 1421 | 1539 | 1573 | 1905 | 2103 | 2285 |